# Santa Cecília (Timóteo)
Santa Cecília é um bairro do município brasileiro de Timóteo, no interior do estado de Minas Gerais. Localiza-se no distrito-sede, estando situado na Regional Sul. Segundo o censo demográfico de 2022, realizado pelo Instituto Brasileiro de Geografia e Estatística (IBGE), sua população era de 1 448 habitantes e havia 544 domicílios particulares permanentes ocupados.
De acordo com o IBGE, em 2010 a população era de 1 585 habitantes e havia 529 domicílios particulares.

## História e descrição
O bairro surgiu na década de 1970 e seu nome é uma referência à Santa Cecília de Roma.
Neste bairro está localizado o antigo Clube Campestre Choupana, fundado em 1968. O clube chegou a ter mais de mil sócios e disponibilizava espaço para lazer, práticas esportivas e eventos, tendo sediado diversos bailes e reuniões. Contudo, com a queda no número de sócios e problemas financeiros se acumulando na década de 1990, foi desativado. Posteriormente, a área permaneceu em estado de abandono, prejudicando a população devido à proliferação de insetos e invasões por usuários de drogas.
Outro ponto de referência do Santa Cecília é o Colégio São Sebastião. O bairro recebe algumas das celebrações da festa de Nossa Senhora do Rosário, um dos eventos mais tradicionais do município.